# 3364 Зденка
3364 Зденка (3364 Zdenka) — астероїд головного поясу, відкритий 5 квітня 1984 року.
Тіссеранів параметр щодо Юпітера — 3,653.